# Streichholzbrücke
Die Streichholzbrücke ist eine Eisenbetonbrücke über den Langen Grund bei Klingenberg im Landkreis Sächsische Schweiz-Osterzgebirge in Sachsen. Sie wurde in den Jahren 1910–1911 als hölzerne Eisenbahnbrücke errichtet und 1924 als Straßenbrücke in ähnlicher Form neu aufgebaut. Heute führt ein Wanderweg über das Technische Denkmal.

## Lage
Die Brücke befindet sich südlich von Klingenberg bzw. östlich von Neuklingenberg am Höhenweg nach der Talsperre Klingenberg. Nördlich führt der Höhenweg von der Ortsverbindungsstraße Klingenberg-Neuklingenberg durch eine Allee aus alten Spitz- und Bergahornen.

## Beschreibung
Die Streichholzbrücke zeichnet sich durch ihre außergewöhnliche filigrane Bauform aus.

## Geschichte

### Eisenbahnbrücke
Für den Bau der Talsperre Klingenberg wurde zwischen 1910 und 1911 eine normalspurige Werkbahn angelegt. Die 3,7 km lange Strecke führte vom Bahnhof Klingenberg-Colmnitz an Neuklingenberg vorbei nach Südosten und dann mit südlicher Richtung am Hang des Weißeritztales zur Baustelle. Auf dem letztgenannten Abschnitt galt es, den Langen Grund zu überwinden. Durch Siebenbürger Zimmerleute wurde dazu aus Baumstämmen eine 60 m lange und 18 m hohe hölzerne Brückenkonstruktion gezimmert, die wegen ihrer Bauweise den Namen Streichhölzelbrücke erhielt. Vom 26. Juni 1911 bis 23. Juni 1914 transportierte die Werkbahn Kalk, Sand und weiteres Baumaterial zur Talsperrenbaustelle.

### Straßenbrücke
Im Zuge der Errichtung einer Fahrstraße auf der ehemaligen Werkbahntrasse wurde die hölzerne Streichhölzelbrücke 1924 abgebrochen. An ihrer Stelle errichtete die Dyckerhoff & Widmann AG im selben Jahre eine der alten Holzbrücke nachgestaltete Eisenbetonkonstruktion.
1992 wurde die Brücke technisch überprüft und durch die Schachtbau Nordhausen GmbH generalüberholt.